# يوليوس دبليو. غيتس
يوليوس دبليو. غيتس (بالإنجليزية: Julius W. Gates)‏ هو عسكري أمريكي، ولد في 14 يونيو 1941 في كارولاينا الشمالية في الولايات المتحدة.